# ATP-seizoen 2022
Het ATP-seizoen in 2022 bestond uit de internationale tennistoernooien, die door de ATP en ITF werden georganiseerd in het kalenderjaar 2022.
Het speelschema omvatte:
- 67 ATP-toernooien, bestaande uit de categorieën:
  - ATP Tour Masters 1000: 8
  - ATP Tour 500: 13
  - ATP Tour 250: 40
  - ATP Finals: eindejaarstoernooi voor de 8 beste tennissers/dubbelteams.
  - Next Generation ATP Finals: eindejaarstoernooi voor de 7 beste tennissers jonger dan 21 jaar (+ 1 wildcard), geen ATP-punten;
  - ATP Cup: landenwedstrijd
  - Laver Cup: continententoernooi tussen Team Europa en Team Wereld, geen ATP-punten.
- 5 ITF-toernooien, bestaande uit de:
  - 4 grandslamtoernooien;
  - Davis Cup: landenteamtoernooi, geen ATP-punten.

## Verschillen met vorig jaar

### Toernooiwijzigingen
Door de coronapandemie en de Russische invasie van Oekraïne in 2022 werden toernooien geannuleerd, verplaatst of vervangen door andere:

#### Annulaties
- ATP-toernooi van Auckland (hardcourt), vanwege de coronapandemie
- ATP-toernooi van Chengdu (hardcourt), vanwege de coronapandemie
- ATP-toernooi van Zhuhai (hardcourt), vanwege de coronapandemie
- ATP-toernooi van Peking (hardcourt), vanwege de coronapandemie
- ATP-toernooi van Shanghai (hardcourt), vanwege de coronapandemie
- ATP-toernooi van Moskou (hardcourt, indoor), vanwege de Russische invasie van Oekraïne in 2022
- ATP-toernooi van Sint-Petersburg (hardcourt, indoor), vanwege de Russische invasie van Oekraïne in 2022

#### Nieuwe/terugkerende toernooien
- ATP-toernooi van Astana (hardcourt, indoor), heeft een permanente licentie van de ATP gekregen, na twee opeenvolgende jaren (2020 en 2021) waarin het toernooi op basis van een eenjarige licentie het ATP-toernooi van Sint-Petersburg verving. Het toernooi stond aanvankelijk eind september geprogrammeerd als ATP Tour 250 toernooi. Na de afgelasting van het ATP-toernooi van Peking (ATP Tour 500), is het toernooi verplaatst naar begin oktober en geüpgraded naar de ATP Tour 500 categorie;
- ATP-toernooi van San Diego (hardcourt), heeft net als in 2021 een eenjarige toernooilicentie gekregen ter opvulling van het ontstane 'gat', na afgelasting van de toernooien in China;
- ATP-toernooi van Seoul (hardcourt), heeft een eenjarige toernooilicentie gekregen ter opvulling van het ontstane 'gat', na afgelasting van de toernooien in China;
- ATP-toernooi van Tel Aviv (hardcourt, indoor), heeft een eenjarige toernooilicentie gekregen ter opvulling van het ontstane 'gat', na afgelasting van de toernooien in China;
- ATP-toernooi van Florence (hardcourt, indoor), heeft een eenjarige toernooilicentie gekregen ter opvulling van het ontstane 'gat', na afgelasting van de toernooien in China;
- ATP-toernooi van Gijón (hardcourt, indoor), heeft een eenjarige toernooilicentie gekregen ter opvulling van het ontstane 'gat', na afgelasting van de toernooien in China;
- ATP-toernooi van Napels (hardcourt), heeft een eenjarige toernooilicentie gekregen ter opvulling van het ontstane 'gat', na afgelasting van de toernooien in China.

## Speelschema

### Legenda
| Grand Slams           |
| Olympische Spelen     |
| ATP Tour Finals       |
| ATP Tour Masters 1000 |
| ATP Tour 500          |
| ATP Tour 250          |
| Toernooien voor teams |

Codering
De codering voor het aantal deelnemers.
128S/128Q/64D/32X
- 128 deelnemers aan hoofdtoernooi (S)
- 128 aan het kwalificatietoernooi (Q)
- 64 koppels in het dubbelspel (D)
- 32 koppels in het gemengd dubbelspel (X)

Alle toernooien worden in principe buiten gespeeld, tenzij anders vermeld.
RR = groepswedstrijden, (i) = indoor

### Januari
| Week van              | Toernooi                                                                                       | Winnaar(s)                          | Finalist(en)                              | Uitslag finale             |         |
| --------------------- | ---------------------------------------------------------------------------------------------- | ----------------------------------- | ----------------------------------------- | -------------------------- | ------- |
| 3 januari             | ATP Cup Sydney, Australië Teamcompetitie $ 10.000.000 - hardcourt - 16 teams                   | Canada                              | Spanje                                    | 2-0                        | Details |
| 3 januari             | Adelaide International 1 Adelaide, Australië ATP Tour 250 $ 416.800 - hardcourt - 28S/16Q/24D  | Gaël Monfils                        | Karen Chatsjanov                          | 6-4, 6-4                   | Details |
| 3 januari             | Adelaide International 1 Adelaide, Australië ATP Tour 250 $ 416.800 - hardcourt - 28S/16Q/24D  | Rohan Bopanna Ramkumar Ramanathan   | Ivan Dodig Marcelo Melo                   | 7-6(6), 6-1                | Details |
| 3 januari             | Melbourne Summer Set Melbourne, Australië ATP Tour 250 $ 521.000 - hardcourt - 28S/16Q/24D     | Rafael Nadal                        | Maxime Cressy                             | 7-6(6), 6-3                | Details |
| 3 januari             | Melbourne Summer Set Melbourne, Australië ATP Tour 250 $ 521.000 - hardcourt - 28S/16Q/24D     | Wesley Koolhof Neal Skupski         | Oleksandr Nedovjesov Aisam-ul-Haq Qureshi | 6-4, 6-4                   | Details |
| 10 januari            | Sydney Tennis Classic Sydney, Australië ATP Tour 250 $ 521.000 - hardcourt - 28S/16Q/24D       | Aslan Karatsev                      | Andy Murray                               | 6-3, 6-3                   | Details |
| 10 januari            | Sydney Tennis Classic Sydney, Australië ATP Tour 250 $ 521.000 - hardcourt - 28S/16Q/24D       | John Peers Filip Polášek            | Simone Bolelli Fabio Fognini              | 7-5, 7-5                   | Details |
| 10 januari            | Adelaide International 2 Adelaide, Australië ATP Tour 250 $ 430.530 - hardcourt - 28S/16Q/24D  | Thanasi Kokkinakis                  | Arthur Rinderknech                        | 6-7(6), 7-6(5), 6-3        | Details |
| 10 januari            | Adelaide International 2 Adelaide, Australië ATP Tour 250 $ 430.530 - hardcourt - 28S/16Q/24D  | Wesley Koolhof Neal Skupski         | Ariel Behar Gonzalo Escobar               | 7-6(5), 6-4                | Details |
| 17 januari 24 januari | Australian Open Melbourne, Australië Grand Slam AU$ 33.784.200 - hardcourt 128S/128Q/64D/32X   | Rafael Nadal                        | Daniil Medvedev                           | 2-6, 6-7(5), 6-4, 6-4, 7-5 | Details |
| 17 januari 24 januari | Australian Open Melbourne, Australië Grand Slam AU$ 33.784.200 - hardcourt 128S/128Q/64D/32X   | Thanasi Kokkinakis Nick Kyrgios     | Matthew Ebden Max Purcell                 | 7-5, 6-4                   | Details |
| 17 januari 24 januari | Australian Open Melbourne, Australië Grand Slam AU$ 33.784.200 - hardcourt 128S/128Q/64D/32X   | Kristina Mladenovic Ivan Dodig      | Jaimee Fourlis Jason Kubler               | 6-3, 6-4                   | Details |
| 31 januari            | Open Sud de France Montpellier, Frankrijk ATP Tour 250 € 427.645 - hardcourt (i) - 28S/16Q/16D | Aleksandr Boeblik                   | Alexander Zverev                          | 6-4, 6-3                   | Details |
| 31 januari            | Open Sud de France Montpellier, Frankrijk ATP Tour 250 € 427.645 - hardcourt (i) - 28S/16Q/16D | Pierre-Hugues Herbert Nicolas Mahut | Lloyd Glasspool Harri Heliövaara          | 4-6, 7-6(3), [12-10]       | Details |
| 31 januari            | Tata Open Maharashtra Pune, India ATP Tour 250 $ 430.530 - hardcourt - 28S/16Q/16D             | João Sousa                          | Emil Ruusuvuori                           | 7-6(9), 4-6, 6-1           | Details |
| 31 januari            | Tata Open Maharashtra Pune, India ATP Tour 250 $ 430.530 - hardcourt - 28S/16Q/16D             | Rohan Bopanna Ramkumar Ramanathan   | Luke Saville John-Patrick Smith           | 6-7(10), 6-3, [10-6]       | Details |
| 31 januari            | Córdoba Open Córdoba, Argentinië ATP Tour 250 $ 430.530 - gravel - 28S/16Q/16D                 | Albert Ramos Viñolas                | Alejandro Tabilo                          | 4-6, 6-3, 6-4              | Details |
| 31 januari            | Córdoba Open Córdoba, Argentinië ATP Tour 250 $ 430.530 - gravel - 28S/16Q/16D                 | Santiago González Andrés Molteni    | Andrej Martin Tristan-Samuel Weissborn    | 7-5, 6-3                   | Details |

### Februari
| Week van    | Toernooi | Winnaar(s) | Finalist(en) | Uitslag finale       |         |
| ----------- | --- | --- | --- | -------------------- | ------- |
| 7 februari  | ABN AMRO Tennis Tournament Rotterdam, Nederland ATP Tour 500 € 1.208.315 - hardcourt (i) - 32S/16Q/16D | Félix Auger-Aliassime | Stéfanos Tsitsipás | 6-4, 6-2             | Details |
| 7 februari  | ABN AMRO Tennis Tournament Rotterdam, Nederland ATP Tour 500 € 1.208.315 - hardcourt (i) - 32S/16Q/16D | Robin Haase Matwé Middelkoop | Lloyd Harris Tim Pütz | 4-6, 7-6(5), [10-5]  | Details |
| 7 februari  | Argentina Open Buenos Aires, Argentinië ATP Tour 250 $ 602.250 - gravel - 28S/16Q/16D | Casper Ruud | Diego Schwartzman | 5-7, 6-2, 6-3        | Details |
| 7 februari  | Argentina Open Buenos Aires, Argentinië ATP Tour 250 $ 602.250 - gravel - 28S/16Q/16D | Santiago González Andrés Molteni | Fabio Fognini Horacio Zeballos | 6-1, 6-1             | Details |
| 7 februari  | Dallas Open Dallas, Verenigde Staten ATP Tour 250 $ 708.530 - hardcourt (i) - 28S/16Q/16D | Reilly Opelka | Jenson Brooksby | 7-6(5), 7-6(3)       | Details |
| 7 februari  | Dallas Open Dallas, Verenigde Staten ATP Tour 250 $ 708.530 - hardcourt (i) - 28S/16Q/16D | Marcelo Arévalo Jean-Julien Rojer | Harri Heliövaara Lloyd Glasspool | 7-6(4), 6-4          | Details |
| 14 februari | Rio Open presented by Claro Rio de Janeiro, Brazilië ATP Tour 500 $ 1.660.290 - gravel - 28S/16Q/16D | Carlos Alcaraz | Diego Schwartzman | 6-4, 6-2             | Details |
| 14 februari | Rio Open presented by Claro Rio de Janeiro, Brazilië ATP Tour 500 $ 1.660.290 - gravel - 28S/16Q/16D | Simone Bolelli Fabio Fognini | Jamie Murray Bruno Soares | 7-5, 6-7(2), [10-6]  | Details |
| 14 februari | Open 13 Provence Marseille, Frankrijk ATP Tour 250 € 545.200 - hardcourt (i) - 28S/16Q/16D | Andrej Roebljov | Félix Auger-Aliassime | 7-5, 7-6(4)          | Details |
| 14 februari | Open 13 Provence Marseille, Frankrijk ATP Tour 250 € 545.200 - hardcourt (i) - 28S/16Q/16D | Denys Molchanov Andrej Roebljov | Raven Klaasen Ben McLachlan | 4-6, 7-5, [10-7]     | Details |
| 14 februari | Delray Beach Open by VITACOST.COM Delray Beach, Verenigde Staten ATP Tour 250 $ 593.895 - hardcourt - 28S/16Q/16D | Cameron Norrie | Reilly Opelka | 7-6(1), 7-6(4)       | Details |
| 14 februari | Delray Beach Open by VITACOST.COM Delray Beach, Verenigde Staten ATP Tour 250 $ 593.895 - hardcourt - 28S/16Q/16D | Marcelo Arévalo Jean-Julien Rojer | Oleksandr Nedovjesov Aisam-ul-Haq Qureshi                                                                                              | 6-2, 6-7(4), [10-4]  | Details |
| 14 februari | Qatar ExxonMobil Open Doha, Qatar ATP Tour 250 $ 1.071.030 - hardcourt - 28S/16Q/16D | Roberto Bautista Agut | Nikoloz Basilasjvili | 6-3, 6-4             | Details |
| 14 februari | Qatar ExxonMobil Open Doha, Qatar ATP Tour 250 $ 1.071.030 - hardcourt - 28S/16Q/16D | Wesley Koolhof Neal Skupski | Rohan Bopanna Denis Shapovalov | 7-6(4), 6-1          | Details |
| 21 februari | Dubai Duty Free Tennis Championships Dubai, Verenigde Arabische Emiraten ATP Tour 500 $ 2.794.840 - hardcourt - 32S/16Q/16D | Andrej Roebljov | Jiří Veselý | 6-3, 6-4             | Details |
| 21 februari | Dubai Duty Free Tennis Championships Dubai, Verenigde Arabische Emiraten ATP Tour 500 $ 2.794.840 - hardcourt - 32S/16Q/16D | Tim Pütz Michael Venus | Nikola Mektić Mate Pavić | 6-3, 6-7(5), [16-14] | Details |
| 21 februari | Abierto Mexicano Telcel presentado por HSBC Acapulco, Mexico ATP Tour 500 $ 1.832.890 - hardcourt - 32S/16Q/16D | Rafael Nadal | Cameron Norrie | 6-4, 6-4             | Details |
| 21 februari | Abierto Mexicano Telcel presentado por HSBC Acapulco, Mexico ATP Tour 500 $ 1.832.890 - hardcourt - 32S/16Q/16D | Feliciano López Stéfanos Tsitsipás | Marcelo Arévalo Jean-Julien Rojer | 7-5, 6-4             | Details |
| 21 februari | Chile Dove Men+Care Open Santiago, Chili ATP Tour 250 $ 475.960 - gravel - 28S/16Q/16D | Pedro Martínez | Sebastián Báez | 4-6, 6-4, 6-4        | Details |
| 21 februari | Chile Dove Men+Care Open Santiago, Chili ATP Tour 250 $ 475.960 - gravel - 28S/16Q/16D | Rafael Matos Felipe Meligeni Alves | André Göransson Nathaniel Lammons | 7-6(8), 7-6(3)       | Details |
| 28 februari | Davis Cup by Rakuten (kwalificatieronde) Buenos Aires, Argentinië - gravel Bratislava, Slowakije - hardcourt (i) Espoo, Finland - hardcourt (i) Helsingborg, Zweden - hardcourt (i) Pau, Frankrijk - hardcourt (i) Marbella, Spanje - gravel Oslo, Noorwegen - hardcourt (i) Reno, Verenigde Staten - hardcourt (i) Den Haag, Nederland - gravel (i) Sydney, Australië - hardcourt Seoul, Zuid-Korea - hardcourt (i) Rio de Janeiro, Brazilië - gravel | Kwalificatieronde winnaars Argentinië 3-0 Italië 3-2 België 3-2 Zweden 3-2 Frankrijk 3-0 Spanje 3-1 Kazachstan 3-1 Verenigde Staten 3-0 Nederland 3-0 Australië 3-2 Zuid-Korea 3-1 Duitsland 3-1 | Kwalificatieronde verliezers Tsjechië Slowakije Finland Japan Ecuador Roemenië Noorwegen Colombia Canada Hongarije Oostenrijk Brazilië |                      | Details |

### Maart
| Week van          | Toernooi | Winnaar(s)                | Finalist(en)                             | Uitslag finale |         |
| ----------------- | --- | ------------------------- | ---------------------------------------- | -------------- | ------- |
| 7 maart 14 maart  | BNP Paribas Open Indian Wells, Verenigde Staten ATP Tour Masters 1000 $ 8.584.055 - hardcourt - 96S/48Q/32D      | Taylor Fritz              | Rafael Nadal                             | 6-3, 7-6(5)    | Details |
| 7 maart 14 maart  | BNP Paribas Open Indian Wells, Verenigde Staten ATP Tour Masters 1000 $ 8.584.055 - hardcourt - 96S/48Q/32D      | John Isner Jack Sock      | Santiago González Édouard Roger-Vasselin | 7-6(4), 6-3    | Details |
| 21 maart 28 maart | Miami Open presented by Itaú Miami, Verenigde Staten ATP Tour Masters 1000 $ 8.584.055 - hardcourt - 96S/48Q/32D | Carlos Alcaraz            | Casper Ruud                              | 7-5, 6-4       | Details |
| 21 maart 28 maart | Miami Open presented by Itaú Miami, Verenigde Staten ATP Tour Masters 1000 $ 8.584.055 - hardcourt - 96S/48Q/32D | Hubert Hurkacz John Isner | Wesley Koolhof Neal Skupski              | 7-6(5), 6-4    | Details |

### April
| Week van | Toernooi | Winnaar(s)                        | Finalist(en)                      | Uitslag finale         |         |
| -------- | --- | --------------------------------- | --------------------------------- | ---------------------- | ------- |
| 4 april  | Fayez Sarofim & Co. U.S. Men's Clay Court Championships Houston, Verenigde Staten ATP Tour 250 $ 594.950 - gravel (kastanjebruin) - 28S/16Q/16D | Reilly Opelka                     | John Isner                        | 6-3, 7-6(7)            | Details |
| 4 april  | Fayez Sarofim & Co. U.S. Men's Clay Court Championships Houston, Verenigde Staten ATP Tour 250 $ 594.950 - gravel (kastanjebruin) - 28S/16Q/16D | Matthew Ebden Max Purcell         | Ivan Sabanov Matej Sabanov        | 6-3, 6-3               | Details |
| 4 april  | Grand Prix Hassan II Marrakesh, Marokko ATP Tour 250 € 534.555 - gravel - 32S/16Q/16D                                                           | David Goffin                      | Alex Molčan                       | 3-6, 6-3, 6-3          | Details |
| 4 april  | Grand Prix Hassan II Marrakesh, Marokko ATP Tour 250 € 534.555 - gravel - 32S/16Q/16D                                                           | Rafael Matos David Vega Hernández | Andrea Vavassori Jan Zieliński    | 6-1, 7-5               | Details |
| 11 april | Rolex Monte-Carlo Masters Monte Carlo, Monaco ATP Tour Masters 1000 € 5.415.410 - gravel - 56S/28Q/28D                                          | Stéfanos Tsitsipás                | Alejandro Davidovich Fokina       | 6-3, 7-6(3)            | Details |
| 11 april | Rolex Monte-Carlo Masters Monte Carlo, Monaco ATP Tour Masters 1000 € 5.415.410 - gravel - 56S/28Q/28D                                          | Rajeev Ram Joe Salisbury          | Juan Sebastián Cabal Robert Farah | 6-4, 3-6, [10-7]       | Details |
| 18 april | Barcelona Open Banc Sabadell Barcelona, Spanje ATP Tour 500 € 2.661.825 - gravel - 48S/24Q/16D                                                  | Carlos Alcaraz                    | Pablo Carreño Busta               | 6-3, 6-2               | Details |
| 18 april | Barcelona Open Banc Sabadell Barcelona, Spanje ATP Tour 500 € 2.661.825 - gravel - 48S/24Q/16D                                                  | Kevin Krawietz Andreas Mies       | Wesley Koolhof Neal Skupski       | 6-7(3), 7-6(5), [10-6] | Details |
| 18 april | Serbia Open Belgrado, Servië ATP Tour 250 € 534.555 - gravel - 28S/16Q/16D                                                                      | Andrej Roebljov                   | Novak Đoković                     | 6-2, 6-7(4), 6-0       | Details |
| 18 april | Serbia Open Belgrado, Servië ATP Tour 250 € 534.555 - gravel - 28S/16Q/16D                                                                      | Ariel Behar Gonzalo Escobar       | Nikola Mektić Mate Pavić          | 6-2, 3-6, [10-7]       | Details |
| 25 april | Millennium Estoril Open Estoril, Portugal ATP Tour 250 € 534.555 - gravel - 28S/16Q/16D                                                         | Sebastián Báez                    | Frances Tiafoe                    | 6-3, 6-2               | Details |
| 25 april | Millennium Estoril Open Estoril, Portugal ATP Tour 250 € 534.555 - gravel - 28S/16Q/16D                                                         | Nuno Borges Francisco Cabral      | Máximo González André Göransson   | 6-2, 6-3               | Details |
| 25 april | BMW Open by American Express München, Duitsland ATP Tour 250 € 534.555 - gravel - 28S/16Q/16D                                                   | Holger Rune                       | Botic van de Zandschulp           | 3-4, opgave            | Details |
| 25 april | BMW Open by American Express München, Duitsland ATP Tour 250 € 534.555 - gravel - 28S/16Q/16D                                                   | Kevin Krawietz Andreas Mies       | Rafael Matos David Vega Hernández | 4-6, 6-4, [10-7]       | Details |

### Mei
| Week van      | Toernooi                                                                                          | Winnaar(s)                        | Finalist(en)                      | Uitslag finale       |         |
| ------------- | ------------------------------------------------------------------------------------------------- | --------------------------------- | --------------------------------- | -------------------- | ------- |
| 2 mei         | Mutua Madrid Open Madrid, Spanje ATP Tour Masters 1000 € 6.744.165 - gravel - 56S/28Q/28D         | Carlos Alcaraz                    | Alexander Zverev                  | 6-3, 6-1             | Details |
| 2 mei         | Mutua Madrid Open Madrid, Spanje ATP Tour Masters 1000 € 6.744.165 - gravel - 56S/28Q/28D         | Wesley Koolhof Neal Skupski       | Juan Sebastián Cabal Robert Farah | 6-7(4), 6-4, [10-5]  | Details |
| 9 mei         | Internazionali BNL d'Italia Rome, Italië ATP Tour Masters 1000 € 6.008.725 - gravel - 56S/28Q/32D | Novak Đoković                     | Stéfanos Tsitsipás                | 6-0, 7-6(5)          | Details |
| 9 mei         | Internazionali BNL d'Italia Rome, Italië ATP Tour Masters 1000 € 6.008.725 - gravel - 56S/28Q/32D | Nikola Mektić Mate Pavić          | John Isner Diego Schwartzman      | 6-2, 6-7(6), [12-10] | Details |
| 16 mei        | Gonet Geneva Open Genève, Zwitserland ATP Tour 250 € 534.555 - gravel - 28S/16Q/16D               | Casper Ruud                       | João Sousa                        | 7-6(3), 4-6, 7-6(1)  | Details |
| 16 mei        | Gonet Geneva Open Genève, Zwitserland ATP Tour 250 € 534.555 - gravel - 28S/16Q/16D               | Nikola Mektić Mate Pavić          | Pablo Andújar Matwé Middelkoop    | 2-6, 6-2, [10-3]     | Details |
| 16 mei        | Open Parc Auvergne-Rhone-Alpes Lyon Lyon, Frankrijk ATP Tour 250 € 534.555 - gravel - 28S/16Q/16D | Cameron Norrie                    | Alex Molčan                       | 6-3, 6-7(3), 6-1     | Details |
| 16 mei        | Open Parc Auvergne-Rhone-Alpes Lyon Lyon, Frankrijk ATP Tour 250 € 534.555 - gravel - 28S/16Q/16D | Ivan Dodig Austin Krajicek        | Máximo González Marcelo Melo      | 6-3, 6-4             | Details |
| 23 mei 30 mei | Roland Garros Parijs, Frankrijk Grand Slam € 21.800.000 - gravel 128S/128Q/64D/32X                | Rafael Nadal                      | Casper Ruud                       | 6-3, 6-3, 6-0        | Details |
| 23 mei 30 mei | Roland Garros Parijs, Frankrijk Grand Slam € 21.800.000 - gravel 128S/128Q/64D/32X                | Marcelo Arévalo Jean-Julien Rojer | Ivan Dodig Austin Krajicek        | 6-7(4), 7-6(5), 6-3  | Details |
| 23 mei 30 mei | Roland Garros Parijs, Frankrijk Grand Slam € 21.800.000 - gravel 128S/128Q/64D/32X                | Ena Shibahara Wesley Koolhof      | Ulrikke Eikeri Joran Vliegen      | 7-6(5), 6-2          | Details |

### Juni
| Week van       | Toernooi | Winnaar(s)                         | Finalist(en)                     | Uitslag finale                      |         |
| -------------- | --- | ---------------------------------- | -------------------------------- | ----------------------------------- | ------- |
| 6 juni         | Libéma Open Rosmalen, Nederland ATP Tour 250 € 648.130 - gras - 28S/16Q/16D                                   | Tim van Rijthoven                  | Daniil Medvedev                  | 6-4, 6-1                            | Details |
| 6 juni         | Libéma Open Rosmalen, Nederland ATP Tour 250 € 648.130 - gras - 28S/16Q/16D                                   | Wesley Koolhof Neal Skupski        | Matthew Ebden Max Purcell        | 4-6, 7-5, [10-6]                    | Details |
| 6 juni         | Boss Open Stuttgart, Duitsland ATP Tour 250 € 692.235 - gras - 28S/16Q/16D                                    | Matteo Berrettini                  | Andy Murray                      | 6-4, 5-7, 6-3                       | Details |
| 6 juni         | Boss Open Stuttgart, Duitsland ATP Tour 250 € 692.235 - gras - 28S/16Q/16D                                    | Hubert Hurkacz Mate Pavić          | Tim Pütz Michael Venus           | 7-6(3), 7-6(5)                      | Details |
| 13 juni        | Terra Wortmann Open Halle, Duitsland ATP Tour 500 € 2.134.520 - gras - 32S/16Q/16D                            | Hubert Hurkacz                     | Daniil Medvedev                  | 6-1, 6-4                            | Details |
| 13 juni        | Terra Wortmann Open Halle, Duitsland ATP Tour 500 € 2.134.520 - gras - 32S/16Q/16D                            | Marcel Granollers Horacio Zeballos | Tim Pütz Michael Venus           | 6-4, 6-7(5), [14-12]                | Details |
| 13 juni        | Cinch Championships Londen, Verenigd Koninkrijk ATP Tour 500 € 2.134.520 - gras - 32S/16Q/16D                 | Matteo Berrettini                  | Filip Krajinović                 | 7-5, 6-4                            | Details |
| 13 juni        | Cinch Championships Londen, Verenigd Koninkrijk ATP Tour 500 € 2.134.520 - gras - 32S/16Q/16D                 | Nikola Mektić Mate Pavić           | Lloyd Glasspool Harri Heliövaara | 3-6, 7-6(3), [10-6]                 | Details |
| 20 juni        | Rothesay International Eastbourne Eastbourne, Verenigd Koninkrijk ATP Tour 250 € 697.405 - gras - 28S/16Q/16D | Taylor Fritz                       | Maxime Cressy                    | 6-2, 6-7(4), 7-6(4)                 | Details |
| 20 juni        | Rothesay International Eastbourne Eastbourne, Verenigd Koninkrijk ATP Tour 250 € 697.405 - gras - 28S/16Q/16D | Nikola Mektić Mate Pavić           | Matwé Middelkoop Luke Saville    | 6-4, 6-2                            | Details |
| 20 juni        | Mallorca Championships Santa Ponsa, Spanje ATP Tour 250 € 886.500 - gras - 28S/16Q/16D                        | Stéfanos Tsitsipás                 | Roberto Bautista Agut            | 6-4, 3-6, 7-6(2)                    | Details |
| 20 juni        | Mallorca Championships Santa Ponsa, Spanje ATP Tour 250 € 886.500 - gras - 28S/16Q/16D                        | Rafael Matos David Vega Hernández  | Ariel Behar Gonzalo Escobar      | 7-6(5), 6-7(6), [10-1]              | Details |
| 27 juni 4 juli | Wimbledon Londen, Verenigd Koninkrijk Grand Slam £ 19.450.000 - gras 128S/128Q/64D/32X                        | Novak Đoković                      | Nick Kyrgios                     | 4-6, 6-3, 6-4, 7-6(3)               | Details |
| 27 juni 4 juli | Wimbledon Londen, Verenigd Koninkrijk Grand Slam £ 19.450.000 - gras 128S/128Q/64D/32X                        | Matthew Ebden Max Purcell          | Nikola Mektić Mate Pavić         | 7-6(5), 6-7(3), 4-6, 6-4, 7-6(10-2) | Details |
| 27 juni 4 juli | Wimbledon Londen, Verenigd Koninkrijk Grand Slam £ 19.450.000 - gras 128S/128Q/64D/32X                        | Neal Skupski Desirae Krawczyk      | Matthew Ebden Samantha Stosur    | 6-4, 6-3                            | Details |

### Juli
| Week van | Toernooi | Winnaar(s)                        | Finalist(en)                     | Uitslag finale      |         |
| -------- | --- | --------------------------------- | -------------------------------- | ------------------- | ------- |
| 11 juli  | Nordea Open Båstad, Zweden ATP Tour 250 € 534.555 - gravel - 28S/16Q/16D                                           | Francisco Cerúndolo               | Sebastián Báez                   | 7-6(4), 6-2         | Details |
| 11 juli  | Nordea Open Båstad, Zweden ATP Tour 250 € 534.555 - gravel - 28S/16Q/16D                                           | Rafael Matos David Vega Hernández | Simone Bolelli Fabio Fognini     | 6-4, 3-6, [13-11]   | Details |
| 11 juli  | Hall of Fame Open Newport, Verenigde Staten ATP Tour 250 $ 594.950 - gras - 28S/16Q/16D                            | Maxime Cressy                     | Aleksandr Boeblik                | 2-6, 6-3, 7-6(3)    | Details |
| 11 juli  | Hall of Fame Open Newport, Verenigde Staten ATP Tour 250 $ 594.950 - gras - 28S/16Q/16D                            | William Blumberg Steve Johnson    | Raven Klaasen Marcelo Melo       | 6-4, 7-5            | Details |
| 18 juli  | Hamburg European Open Hamburg, Duitsland ATP Tour 500 € 1.770.865 - gravel - 32S/16Q/16D                           | Lorenzo Musetti                   | Carlos Alcaraz                   | 6-4, 6-7(6), 6-4    | Details |
| 18 juli  | Hamburg European Open Hamburg, Duitsland ATP Tour 500 € 1.770.865 - gravel - 32S/16Q/16D                           | Lloyd Glasspool Harri Heliövaara  | Rohan Bopanna Matwé Middelkoop   | 6-2, 6-4            | Details |
| 18 juli  | EFG Swiss Open Gstaad Gstaad, Zwitserland ATP Tour 250 € 534.555 - gravel - 28S/16Q/16D                            | Casper Ruud                       | Matteo Berrettini                | 4-6, 7-6(4), 6-2    | Details |
| 18 juli  | EFG Swiss Open Gstaad Gstaad, Zwitserland ATP Tour 250 € 534.555 - gravel - 28S/16Q/16D                            | Tomislav Brkić Francisco Cabral   | Robin Haase Philipp Oswald       | 6-4, 6-4            | Details |
| 25 juli  | Truist Atlanta Open presented by Fiserv Atlanta, Verenigde Staten ATP Tour 250 $ 708.530 - hardcourt - 28S/16Q/16D | Alex de Minaur                    | Jenson Brooksby                  | 6-3, 6-3            | Details |
| 25 juli  | Truist Atlanta Open presented by Fiserv Atlanta, Verenigde Staten ATP Tour 250 $ 708.530 - hardcourt - 28S/16Q/16D | Thanasi Kokkinakis Nick Kyrgios   | Jason Kubler John Peers          | 7-6(4), 7-5         | Details |
| 25 juli  | Generali Open Kitzbühel, Oostenrijk ATP Tour 250 € 534.555 - gravel - 28S/16Q/16D                                  | Roberto Bautista Agut             | Filip Misolic                    | 6-2, 6-2            | Details |
| 25 juli  | Generali Open Kitzbühel, Oostenrijk ATP Tour 250 € 534.555 - gravel - 28S/16Q/16D                                  | Pedro Martínez Lorenzo Sonego     | Tim Pütz Michael Venus           | 5-7, 6-4, 10-8      | Details |
| 25 juli  | Plava Laguna Croatia Open Umag Umag, Kroatië ATP Tour 250 € 534.555 - gravel - 28S/16Q/16D                         | Jannik Sinner                     | Carlos Alcaraz                   | 6-7(5), 6-1, 6-1    | Details |
| 25 juli  | Plava Laguna Croatia Open Umag Umag, Kroatië ATP Tour 250 € 534.555 - gravel - 28S/16Q/16D                         | Simone Bolelli Fabio Fognini      | Lloyd Glasspool Harri Heliövaara | 5-7, 7-6(6), [10-7] | Details |

### Augustus
| Week van                | Toernooi | Winnaar(s)                         | Finalist(en)                            | Uitslag finale        |         |
| ----------------------- | --- | ---------------------------------- | --------------------------------------- | --------------------- | ------- |
| 1 augustus              | Citi Open Washington, Verenigde Staten ATP Tour 500 $ 1.953.285 - hardcourt - 48S/16Q/16D                           | Nick Kyrgios                       | Yoshihito Nishioka                      | 6-4, 6-3              | Details |
| 1 augustus              | Citi Open Washington, Verenigde Staten ATP Tour 500 $ 1.953.285 - hardcourt - 48S/16Q/16D                           | Nick Kyrgios Jack Sock             | Ivan Dodig Austin Krajicek              | 7-5, 6-4              | Details |
| 1 augustus              | Abierto de Tenis Mifel Cabo San Lucas (Los Cabos), Mexico ATP Tour 250 $ 822.110 - hardcourt - 28S/16Q/16D          | 0000Daniil Medvedev                | Cameron Norrie                          | 7-5, 6-0              | Details |
| 1 augustus              | Abierto de Tenis Mifel Cabo San Lucas (Los Cabos), Mexico ATP Tour 250 $ 822.110 - hardcourt - 28S/16Q/16D          | William Blumberg Miomir Kecmanović | Raven Klaasen Marcelo Melo              | 6-0, 6-1              | Details |
| 8 augustus              | National Bank Open presented by Rogers Montreal, Canada ATP Tour Masters 1000 $ 5.926.545 - hardcourt - 56S/28Q/28D | Pablo Carreño Busta                | Hubert Hurkacz                          | 3-6, 6-3, 6-3         | Details |
| 8 augustus              | National Bank Open presented by Rogers Montreal, Canada ATP Tour Masters 1000 $ 5.926.545 - hardcourt - 56S/28Q/28D | Wesley Koolhof Neal Skupski        | Daniel Evans John Peers                 | 6-2, 4-6, [10-6]      | Details |
| 14 augustus             | Western & Southern Open Cincinnati, Verenigde Staten ATP Tour Masters 1000 $ 6.280.880 - hardcourt - 56S/28Q/28D    | Borna Ćorić                        | Stéfanos Tsitsipás                      | 7-6(0), 6-2           | Details |
| 14 augustus             | Western & Southern Open Cincinnati, Verenigde Staten ATP Tour Masters 1000 $ 6.280.880 - hardcourt - 56S/28Q/28D    | Rajeev Ram Joe Salisbury           | Tim Pütz Michael Venus                  | 7-6(4), 7-6(5)        | Details |
| 21 augustus             | Winston-Salem Open Winston-Salem, Verenigde Staten ATP Tour 250 $ 713.635 - hardcourt - 48S/16Q/16D                 | Adrian Mannarino                   | Laslo Djere                             | 7-6(1), 6-4           | Details |
| 21 augustus             | Winston-Salem Open Winston-Salem, Verenigde Staten ATP Tour 250 $ 713.635 - hardcourt - 48S/16Q/16D                 | Matthew Ebden Jamie Murray         | Hugo Nys Jan Zieliński                  | 6-4, 6-2              | Details |
| 29 augustus 5 september | US Open New York, Verenigde Staten Grand Slam $ - hardcourt - 128S/128Q/64D/32X                                     | Carlos Alcaraz                     | Casper Ruud                             | 6-4, 2-6, 7-6(1), 6-3 | Details |
| 29 augustus 5 september | US Open New York, Verenigde Staten Grand Slam $ - hardcourt - 128S/128Q/64D/32X                                     | Rajeev Ram Joe Salisbury           | Wesley Koolhof Neal Skupski             | 7-6(4), 7-5           | Details |
| 29 augustus 5 september | US Open New York, Verenigde Staten Grand Slam $ - hardcourt - 128S/128Q/64D/32X                                     | Storm Sanders John Peers           | Kirsten Flipkens Édouard Roger-Vasselin | 4-6, 6-4, [10-7]      | Details |

### September
| Week van     | Toernooi | Winnaar(s)                                                                                               | Finalist(en) | Uitslag finale   |         |
| ------------ | --- | --- | --- | ---------------- | ------- |
| 12 september | Davis Cup by Rakuten (groepsfase) Bologna, Italië Glasgow, Verenigd Koninkrijk Hamburg, Duitsland Valencia, Spanje hardcourt (i) - 16 teams (RR) | Italië Spanje Duitsland Nederland                                                                        | Kroatië Canada Australië Verenigde Staten                                                                                         |                  | Details |
| 19 september | Laver Cup Londen, Verenigd Koninkrijk Continententoernooi hardcourt (i) - 2 teams                                                                | Team Wereld Félix Auger-Aliassime Alex de Minaur Taylor Fritz Diego Schwartzman Jack Sock Frances Tiafoe | Team Europa Matteo Berrettini Novak Djokovic Roger Federer Rafael Nadal Cameron Norrie Andy Murray Casper Ruud Stéfanos Tsitsipás | 13-8             | Details |
| 19 september | Moselle Open Metz, Frankrijk ATP Tour 250 € 534.555 - hardcourt (i) - 28S/16Q/16D                                                                | Lorenzo Sonego                                                                                           | Aleksandr Boeblik | 7-6(3), 6-2      | Details |
| 19 september | Moselle Open Metz, Frankrijk ATP Tour 250 € 534.555 - hardcourt (i) - 28S/16Q/16D                                                                | Hugo Nys Jan Zieliński                                                                                   | Lloyd Glasspool Harri Heliövaara                                                                                                  | 7-6(5), 6-4      | Details |
| 19 september | San Diego Open San Diego, Verenigde Staten ATP Tour 250 $ 612.000 - hardcourt - 28S/16Q/16D                                                      | Brandon Nakashima                                                                                        | Marcos Giron | 6-4, 6-4         | Details |
| 19 september | San Diego Open San Diego, Verenigde Staten ATP Tour 250 $ 612.000 - hardcourt - 28S/16Q/16D                                                      | Nathaniel Lammons Jackson Withrow                                                                        | Jason Kubler Luke Saville | 7-6(5), 6-2      | Details |
| 26 september | Tel Aviv Watergen Open Tel Aviv, Israël ATP Tour 250 $ 949.475 - hardcourt (i) - 28S/16Q/16D                                                     | Novak Djokovic                                                                                           | Marin Čilić | 6-4, 6-4         | Details |
| 26 september | Tel Aviv Watergen Open Tel Aviv, Israël ATP Tour 250 $ 949.475 - hardcourt (i) - 28S/16Q/16D                                                     | Rohan Bopanna Matwé Middelkoop                                                                           | Santiago González Andrés Molteni                                                                                                  | 6-2, 6-4         | Details |
| 26 september | Sofia Open Sofia, Bulgarije ATP Tour 250 € 534.555 - hardcourt (i) - 28S/16Q/16D                                                                 | Marc-Andrea Hüsler                                                                                       | Holger Rune | 6-4, 7-6(8)      | Details |
| 26 september | Sofia Open Sofia, Bulgarije ATP Tour 250 € 534.555 - hardcourt (i) - 28S/16Q/16D                                                                 | Rafael Matos David Vega Hernández                                                                        | Fabian Fallert Oscar Otte | 3-6, 7-5, [10-8] | Details |
| 26 september | Korea Open Seoul, Zuid-Korea ATP Tour 250 $ 1.117.930 - hardcourt - 28S/16Q/16D                                                                  | Yoshihito Nishioka                                                                                       | Denis Shapovalov | 6-4, 7-6(5)      | Details |
| 26 september | Korea Open Seoul, Zuid-Korea ATP Tour 250 $ 1.117.930 - hardcourt - 28S/16Q/16D                                                                  | Raven Klaasen Nathaniel Lammons                                                                          | Nicolás Barrientos Miguel Ángel Reyes-Varela                                                                                      | 6-1, 7-5         | Details |

### Oktober
| Week van   | Toernooi                                                                                                | Winnaar(s)                                | Finalist(en)                         | Uitslag finale         |         |
| ---------- | --- | ----------------------------------------- | ------------------------------------ | ---------------------- | ------- |
| 3 oktober  | Astana Open Astana, Kazachstan ATP Tour 500 $ 1.900.000 - hardcourt (i) - 32S/16Q/16D                   | Novak Djokovic                            | Stéfanos Tsitsipás                   | 6-3, 6-4               | Details |
| 3 oktober  | Astana Open Astana, Kazachstan ATP Tour 500 $ 1.900.000 - hardcourt (i) - 32S/16Q/16D                   | Nikola Mektić Mate Pavić                  | Adrian Mannarino Fabrice Martin      | 6-4, 6-2               | Details |
| 3 oktober  | Rakuten Japan Open Tennis Championships Tokio, Japan ATP Tour 500 $ 1.953.285 - hardcourt - 32S/16Q/16D | Taylor Fritz                              | Frances Tiafoe                       | 7-6(3), 7-6(2)         | Details |
| 3 oktober  | Rakuten Japan Open Tennis Championships Tokio, Japan ATP Tour 500 $ 1.953.285 - hardcourt - 32S/16Q/16D | Mackenzie McDonald Marcelo Melo           | Rafael Matos David Vega Hernández    | 6-4, 3-6, [10-4]       | Details |
| 10 oktober | Firenze Open Florence, Italië ATP Tour 250 € 648.130 - hardcourt (i) - 28S/16Q/16D                      | Félix Auger-Aliassime                     | J. J. Wolf                           | 6-4, 6-4               | Details |
| 10 oktober | Firenze Open Florence, Italië ATP Tour 250 € 648.130 - hardcourt (i) - 28S/16Q/16D                      | Nicolas Mahut Édouard Roger-Vasselin      | Ivan Dodig Austin Krajicek           | 7-6(4), 6-3            | Details |
| 10 oktober | Gijón Open Gijón, Spanje ATP Tour 250 € 648.130 - hardcourt (i) - 28S/16Q/16D                           | Andrej Roebljov                           | Sebastian Korda                      | 6-2, 6-3               | Details |
| 10 oktober | Gijón Open Gijón, Spanje ATP Tour 250 € 648.130 - hardcourt (i) - 28S/16Q/16D                           | Máximo González Andrés Molteni            | Nathaniel Lammons Jackson Withrow    | 6-7(6), 7-6(4), [10-5] | Details |
| 17 oktober | European Open Antwerpen, België ATP Tour 250 € 648.130 - hardcourt (i) - 28S/16Q/16D                    | Félix Auger-Aliassime                     | Sebastian Korda                      | 6-3, 6-4               | Details |
| 17 oktober | European Open Antwerpen, België ATP Tour 250 € 648.130 - hardcourt (i) - 28S/16Q/16D                    | Tallon Griekspoor Botic van de Zandschulp | Rohan Bopanna Matwé Middelkoop       | 3-6, 6-3, [10-5]       | Details |
| 17 oktober | Stockholm Open Stockholm, Zweden ATP Tour 250 € 648.130 - hardcourt (i) - 28S/16Q/16D                   | Holger Rune                               | Stéfanos Tsitsipás                   | 6-3, 6-4               | Details |
| 17 oktober | Stockholm Open Stockholm, Zweden ATP Tour 250 € 648.130 - hardcourt (i) - 28S/16Q/16D                   | Marcelo Arévalo Jean-Julien Rojer         | Lloyd Glasspool Harri Heliövaara     | 6-3, 6-3               | Details |
| 17 oktober | Tennis Napoli Cup Napels, Italië ATP Tour 250 € 648.130 - hardcourt - 28S/16Q/16D                       | Lorenzo Musetti                           | Matteo Berrettini                    | 7-6(5), 6-2            | Details |
| 17 oktober | Tennis Napoli Cup Napels, Italië ATP Tour 250 € 648.130 - hardcourt - 28S/16Q/16D                       | Ivan Dodig Austin Krajicek                | Matthew Ebden John Peers             | 6-3, 1-6, [10-8]       | Details |
| 24 oktober | Swiss Indoors Basel Bazel, Zwitserland ATP Tour 500 € 2.135.350 - hardcourt (i) - 32S/16Q/16D           | Félix Auger-Aliassime                     | Holger Rune                          | 6-3, 7-5               | Details |
| 24 oktober | Swiss Indoors Basel Bazel, Zwitserland ATP Tour 500 € 2.135.350 - hardcourt (i) - 32S/16Q/16D           | Ivan Dodig Austin Krajicek                | Nicolas Mahut Édouard Roger-Vasselin | 6-4, 7-6(5)            | Details |
| 24 oktober | Erste Bank Open Wenen, Oostenrijk ATP Tour 500 € 2.349.180 - hardcourt (i) - 32S/16Q/16D                | Daniil Medvedev                           | Denis Shapovalov                     | 4-6, 6-3, 6-2          | Details |
| 24 oktober | Erste Bank Open Wenen, Oostenrijk ATP Tour 500 € 2.349.180 - hardcourt (i) - 32S/16Q/16D                | Alexander Erler Lucas Miedler             | Santiago González Andrés Molteni     | 6-3, 7-6(1)            | Details |
| 31 oktober | Rolex Paris Masters Parijs, Frankrijk ATP Tour Masters 1000 € 5.415.410 - hardcourt (i) - 56S/24Q/24D   | Holger Rune                               | Novak Djokovic                       | 3-6, 6-3, 7-5          | Details |
| 31 oktober | Rolex Paris Masters Parijs, Frankrijk ATP Tour Masters 1000 € 5.415.410 - hardcourt (i) - 56S/24Q/24D   | Wesley Koolhof Neal Skupski               | Ivan Dodig Austin Krajicek           | 7-6(5), 6-4            | Details |

### November
| Week van    | Toernooi | Winnaar(s)               | Finalist(en)             | Uitslag finale      |         |
| ----------- | --- | ------------------------ | ------------------------ | ------------------- | ------- |
| 8 november  | Intese Sanpoala Next Gen ATP Finals Milaan, Italië Next Generation ATP Finals $ 1.433.175 - hardcourt (i) - 8S (RR) | Brandon Nakashima        | Jiří Lehečka             | 4-3(5), 4-3(6), 4-2 | Details |
| 13 november | Nitto ATP Finals Turijn, Italië ATP Finals $ 14.750.000 - hardcourt (i) - 8S/8D (RR)                                | Novak Đoković            | Casper Ruud              | 7-5, 6-3            | Details |
| 13 november | Nitto ATP Finals Turijn, Italië ATP Finals $ 14.750.000 - hardcourt (i) - 8S/8D (RR)                                | Rajeev Ram Joe Salisbury | Nikola Mektić Mate Pavić | 7-6(4), 6-4         | Details |
| 22 november | Davis Cup by Rakuten (finaleronde) Malaga, Spanje hardcourt (i) - 8 teams                                           | Canada                   | Australië                | 2-0                 | Details |

### December
Geen toernooien

## Overzicht ondergronden
| Januari                  | Januari | Januari | Januari | Februari | Februari | Februari | Februari | Maart | Maart | Maart | Maart | Maart | April | April | April | April | Mei | Mei | Mei | Mei | Juni | Juni | Juni | Juni | Juni | Juli | Juli | Juli | Juli | Augustus | Augustus | Augustus | Augustus | September | September | September | September | September | Oktober | Oktober | Oktober | Oktober | November | November | November | November | December | December | December | December | December |
| ↓ Hardcourt (30 weken) ↓ |         |         |         |          |          |          |          |       |       |       |       |       |       |       |       |       |     |     |     |     |      |      |      |      |      |      |      |      |      |          |          |          |          |           |           |           |           |           |         |         |         |         |          |          |          |          |          |          |          |          |          |
|                          |         |         |         |          |          |          |          |       |       |       |       |       |       |       |       |       |     |     |     |     |      |      |      |      |      |      |      |      |      |          |          |          |          |           |           |           |           |           |         |         |         |         |          |          |          |          |          |          |          |          |          |
| ↓ Gravel (16 weken) ↓    |         |         |         |          |          |          |          |       |       |       |       |       |       |       |       |       |     |     |     |     |      |      |      |      |      |      |      |      |      |          |          |          |          |           |           |           |           |           |         |         |         |         |          |          |          |          |          |          |          |          |          |
|                          |         |         |         |          |          |          |          |       |       |       |       |       |       |       |       |       |     |     |     |     |      |      |      |      |      |      |      |      |      |          |          |          |          |           |           |           |           |           |         |         |         |         |          |          |          |          |          |          |          |          |          |
| ↓ Gras (6 weken) ↓       |         |         |         |          |          |          |          |       |       |       |       |       |       |       |       |       |     |     |     |     |      |      |      |      |      |      |      |      |      |          |          |          |          |           |           |           |           |           |         |         |         |         |          |          |          |          |          |          |          |          |          |
|                          |         |         |         |          |          |          |          |       |       |       |       |       |       |       |       |       |     |     |     |     |      |      |      |      |      |      |      |      |      |          |          |          |          |           |           |           |           |           |         |         |         |         |          |          |          |          |          |          |          |          |          |

|  | = Grandslamtoernooi |  | = Davis Cup (ondergrond bepaald door thuisspelend land) |

## Statistieken toernooien

### Toernooien per ondergrond
| Ondergrond   | Aantal | Buiten/binnen | Aantal |
| ------------ | ------ | ------------- | ------ |
| Hardcourt    | 42     | Buiten        | 24     |
| Hardcourt    | 42     | Binnen        | 18     |
| Gravel       | 21     | Buiten        | 21     |
| Gravel       | 21     | Binnen        | 0      |
| Gras         | 8      | Buiten        | 8      |
| Verschillend | 1      | Verschillend  | 1      |
| Totaal       | 72     |               |        |

### Toernooien per continent
| Continent     | Aantal |
| ------------- | ------ |
| Europa        | 39     |
| Noord-Amerika | 15     |
| Azië          | 6      |
| Oceanië       | 6      |
| Zuid-Amerika  | 4      |
| Afrika        | 1      |
| Verschillend  | 1      |
| Totaal        | 72     |

### Toernooien per land
| Aantal | Land |
| ------ | --- |
| 12     | Verenigde Staten |
| 6      | Australië, Frankrijk |
| 5      | Italië |
| 4      | Duitsland, Spanje, Verenigd Koninkrijk |
| 3      | Zwitserland |
| 2      | Argentinië, Mexico, Nederland, Oostenrijk, Zweden |
| 1      | België, Brazilië, Bulgarije, Canada, Chili, India, Israël, Japan, Kazachstan, Kroatië, Marokko, Monaco, Portugal, Qatar, Servië, Verenigde Arabische Emiraten, Zuid-Korea |

## Beëindigingen tenniscarrière
De volgende spelers beëindigde in 2022 hun tenniscarrière:
- Juan Martín del Potro – 9 februari 2022 – 33 jaar[3]
- Tommy Robredo – 18 april 2022 – 39 jaar[4]
- Kevin Anderson – 3 mei 2022 – 35 jaar[5]
- Marc López – 4 mei 2022 – 38 jaar[6]
- Jo-Wilfried Tsonga – 25 mei 2022 – 37 jaar[7]
- Philipp Kohlschreiber – 22 juni 2022 – 38 jaar[8]
- Sam Querrey– 1 september 2022 – 34 jaar[9]
- Roger Federer – 23 september 2022 – 41 jaar[10]
- Ruben Bemelmans – 17 oktober 2022 – 34 jaar[11]

## Uitzendrechten
De ATP tennistoernooien waren in 2022 in Nederland te zien op Ziggo Sport (beschikbaar voor klanten van tv-aanbieder Ziggo) en betaalzender Ziggo Sport Totaal. De betaalzender Ziggo Sport Totaal beschikte over het eigen tenniskanaal Ziggo Sport Tennis.